# Elite Cup
L'Elite Cup est une compétition de clubs portugais en rink hockey.

## Histoire
Créée en 2016 par l'Associação Nacional de Clubes de Patinagem (ANACP), l'Elite Cup est une compétition de présaison disputée par les 8 meilleurs clubs du championnat national précédent.
Jusqu'en 2020, cette compétition est considérée comme un tournoi amical.
 C'est qu'en 2021, que l'Elite Cup est reconnue comme un trophée officiel organisé par la Federação de Patinagem de Portugal.
Pour la 1re édition à caractère officiel, le OC Barcelos remporte le trophée en battant le FC Porto en finale 6-3.
Finaliste malheureux lors de l'édition précédente, le FC Porto remporte l'Elite Cup 2022 en battant 4-1 leur rival du SL Benfica.

## Palmarès

### Palmarès par édition
| Édition                    | Année                      | Lieu                       | Vainqueur                                                | Score                                                    | Finaliste                                                |
| Tournoi amical (2016-2020) | Tournoi amical (2016-2020) | Tournoi amical (2016-2020) | Tournoi amical (2016-2020)                               | Tournoi amical (2016-2020)                               | Tournoi amical (2016-2020)                               |
| -------------------------- | -------------------------- | -------------------------- | -------------------------------------------------------- | -------------------------------------------------------- | -------------------------------------------------------- |
| 1re                        | 2016                       | Coimbra                    | Sporting CP                                              | 3 - 1                                                    | FC Porto                                                 |
| 2e                         | 2017                       | Coimbra                    | SL Benfica                                               | 4 - 1                                                    | Sporting CP                                              |
| 3e                         | 2018                       | Portimão                   | Sporting CP                                              | 5 - 4                                                    | UD Oliveirense                                           |
| 4e                         | 2019                       | Portimão                   | FC Porto                                                 | 2 - 2 2 - 1 tab                                          | Sporting CP                                              |
|                            | 2020                       |                            | Compétition annulée en raison de la pandémie de Covid-19 | Compétition annulée en raison de la pandémie de Covid-19 | Compétition annulée en raison de la pandémie de Covid-19 |

| Édition                | Année                  | Lieu                   | Vainqueur              | Score                  | Finaliste              | Rapport                |
| Compétition officielle | Compétition officielle | Compétition officielle | Compétition officielle | Compétition officielle | Compétition officielle | Compétition officielle |
| ---------------------- | ---------------------- | ---------------------- | ---------------------- | ---------------------- | ---------------------- | ---------------------- |
| 5e                     | 2021                   | Tomar                  | OC Barcelos            | 6 - 3                  | FC Porto               | Rapport                |
| 6e                     | 2022                   | Tomar                  | FC Porto               | 4 - 1                  | SL Benfica             | Rapport                |
| 7e                     | 2023                   | Tomar                  | SL Benfica             | 4 - 3                  | Sporting CP            | Rapport                |
| 8e                     | 2024                   | Odivelas               | SL Benfica (2)         | 3 - 2                  | UD Oliveirense         | Rapport                |

### Palmarès par club
Le bilan suivant ne tient pas compte des éditions non officielles de 2016 à 2020.
| Rang | Club           | Titres (éditions) | Finales perdues (éditions) |
| ---- | -------------- | ----------------- | -------------------------- |
| 1    | SL Benfica     | 2 (2023, 2024)    | 1 (2022)                   |
| 2    | FC Porto       | 1 (2022)          | 1 (2021)                   |
| 3    | OC Barcelos    | 1 (2021)          | -                          |
| 4    | Sporting CP    | -                 | 1 (2023)                   |
| 4    | UD Oliveirense | -                 | 1 (2024)                   |